# Bolzoni (azienda)
Bolzoni S.p.A., appartenente al gruppo Hyster-Yale è uno dei principali produttori mondiali di attrezzature per carrelli elevatori e piattaforme elevatrici, attivo in tutti i continenti con 7 stabilimenti produttivi e 20 filiali, impiega 1500 persone.
È stata quotata alla Borsa valori di Milano fino al 5 luglio 2016 quando in seguito al successo dell'OPA lanciata da Hyster-Yale Capital Holding Italy è stata dal giorno successivo delistata.

## Marchi

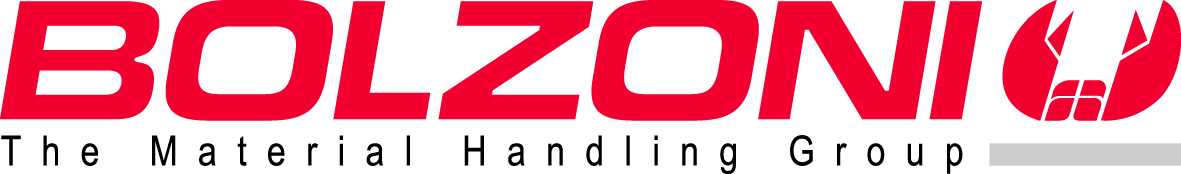
Il logo della casamadre piacentina Bolzoni SpA.

Il gruppo usa i marchi Bolzoni Auramo e  Meyer dopo le acquisizioni del 2001 della finlandese Auramo e del 2006 della tedesca Meyer.